# ماریاپوچ
ماریاپوچ (به مجاری:  Máriapócs) یک منطقهٔ مسکونی در مجارستان است که در سابولچ-ساتمار-برگ واقع شده‌است. ماریاپوچ ۲۲٫۰۹ کیلومتر مربع مساحت و ۲٬۱۵۳ نفر جمعیت دارد.